# Martin Brooke
Pour les articles homonymes, voir Brooke.
Pas d'image ? Cliquez ici

a Compétitions nationales et continentales officielles uniquement.

b Matchs officiels uniquement.
Dernière mise à jour le 3 novembre 2021.
Martin Victor Brooke, né le 8 mars 1963  à Waiuku, est un ancien joueur de rugby à XV néo-zélandais.
Il jouait au poste de deuxième ligne.

## Biographie
Il est l’aîné des trois frères Brooke qui ont joué avec Auckland et les Māori de Nouvelle-Zélande. Ses frères cadets Zinzan et Robin ont eux joué également avec les All Blacks.

### Carrière à Auckland

#### Quintuple champion des provinces néo-zélandaises
Il remporte avec son club d'Auckland cinq titres de champion du National Provincial Championship en 1985, 1987, 1988, 1989 et 1990.

### Passage à Grenoble

#### Finaliste du Challenge du Manoir 1986
Il commence sa carrière dans l'élite du rugby français au FC Grenoble alors entraîné par Jean Liénard et solidement installé au sommet de la hiérarchie nationale en décembre 1985 et dispute la finale du Challenge Yves du Manoir en 1986 , perdue contre l'AS Montferrand après avoir éliminé le Stade Toulousain, champion de France en demi-finale 31-17.

#### Vainqueur du Challenge Yves du Manoir 1987
L'année suivante, il remporte le Challenge Yves du Manoir l'année suivante en 1987 après avoir dominé Agen 26-7 en finale.

## Palmarès
Avec l'Auckland Rugby Football Union
- National Provincial Championship
  - Champion (5) : 1985, 1987, 1988, 1989, 1990

Avec le FC Grenoble
- Challenge Yves du Manoir :
  - Vainqueur (1) : 1987
  - Finaliste (1) : 1986
- Coupe de France :
  - Demi-finaliste (1) : 1986